# Didier Lapeyronnie
Didier Lapeyronnie, né le 29 avril 1956 à Pomport (Dordogne) et mort le 12 septembre 2020 à Bordeaux (Gironde), est un sociologue français. Professeur de sociologie à l'université Paris-Sorbonne - Paris IV, il était membre associé du Centre d'analyse et d'intervention sociologiques (CADIS) et du Groupe d'étude des méthodes de l'analyse sociologique de la Sorbonne (GEMASS).

## Biographie
Didier Lapeyronnie suit des études en science politique et en sociologie à Bordeaux et soutient une thèse de doctorat intitulée La CGT à Bordeaux 1947-1980 en 1983. Il est chargé de recherche au CNRS (sciences du politique) de 1985 à 1992.
Il est ensuite professeur de sociologie à l’université Bordeaux-II de 1992 à 2007, date à partir de laquelle il enseigne à l’université Paris-Sorbonne.
Il est connu à l'échelle internationale dans son domaine pour ses travaux sur la jeunesse, la ségrégation urbaine, les quartiers « d’exil »,,.

## Publications (sélection)
- "Ennui. L'ombre de la modernité", Paris, Rue de Seine Editions, 2022.
- Refaire la cité (avec Michel Kokoreff), Paris, Le Seuil, collection « La République des idées », 2013.
- Ghetto urbain. Ségrégation, violence, pauvreté en France aujourd'hui, Paris, Robert Laffont, septembre 2008[11].
- Avec Alain Touraine, François Dubet, Farhad Khosrokhavar et Michel Wieviorka, Le Grand Refus, réflexions sur la grève de décembre 1995, Paris, Fayard, 1996.
- L'Individu et les Minorités. La France et la Grande-Bretagne face à leurs immigrés, Paris, PUF, 1993.
- Avec Jean-Louis Marie, Campus Blues. Les étudiants face à leurs études, Paris, Seuil, 1992.
- Avec François Dubet, Les quartiers d'exil, Paris, Seuil, 1992.
- Avec Bernard Francq, Les deux morts de la Wallonie sidérurgique, Bruxelles, Editions Ciaco, 1990.
- Avec François Dubet et Adil Jazouli, L'État et les jeunes, Paris, Éditions Ouvrières, 1985.